# Only a Face at the Window
Only a Face at the Window è un cortometraggio muto del 1903 diretto da Percy Stow e interpretato da May Clark.

## Trama
Il giovane lavavetri bacia una ragazza e lava la faccia del padre di lei.

## Produzione
Il film fu prodotto dalla Hepworth.

## Distribuzione
Distribuito dalla Hepworth, il film - un cortometraggio della lunghezza di 15,2 metri- uscì nelle sale cinematografiche britanniche nel maggio 1903.
Si pensa che sia andato distrutto nel 1924 insieme a gran parte degli altri film della Hepworth. Il produttore, in gravissime difficoltà finanziarie, pensò in questo modo di poter almeno recuperare l'argento dal nitrato delle pellicole.